# ادسون باربوزا
ادسون باربوزا (انگلیسی: Edson Barboza؛ زادهٔ ۲۱ ژانویهٔ ۱۹۸۶) ورزشکار هنرهای رزمی ترکیبی و تکواندوکار اهل برزیل است.
باربوزا یک رزمی‌کار ترکیبی حرفه‌ای برزیلی-آمریکایی و کیک‌بوکسور سابق موی تای است. او در حال حاضر در بخش پر وزن مسابقات قهرمانی مبارزه نهایی (سازمان یواف‌سی) رقابت می‌کند و قبلاً در بخش سبک وزن نیز فعالیت داشته است.